# Першинский Камень
Першинский Камень — скала на правом берегу реки Реж в окрестностях села Першино в Свердловской области, Россия. На склонах невысоких известняковых скал произрастает комплекс редкой скальной растительности.
В 2001 году Постановлением Правительства Свердловской области от 17 января 2001 года № 41-ПП Першинский Камень был объявлен геоморфологическим и ботаническим памятником природы. Этим же правовым актом охрана территории объекта возложена на Режевское лесничество. Площадь особо охраняемой природной территории составляет 5 га. Для сохранения памятника природы необходимо контролировать рекреационную нагрузку.